# Montfaucon, Lot
Montfaucon är en kommun i departementet Lot i regionen Occitanien i södra Frankrike. Kommunen ligger i kantonen Labastide-Murat som tillhör arrondissementet Gourdon. År 2022 hade Montfaucon 588 invånare.

## Befolkningsutveckling
Antalet invånare i kommunen Montfaucon
| Referens: INSEE |